# جشنواره ملی قهرمانان صنعت ایران
جشنواره ملی قهرمانان صنعت ایران در حال حاضر یکی از جوایزی است که در عرصه تجلیل از برترین و موفق‌ترین شرکت‌های ایرانی توسط بخش خصوصی و با همکاری دولت هر ساله برگزار شده و از مدیران این شرکت‌ها و سازمان‌ها طی مراسمی تجلیل به عمل می‌آید. این جشنواره فعالیت خود را از سال ۱۳۸۴ آغاز کرده و با حضور وزرای صنعت، معدن و تجارت، کار و تعاون، اقتصاد و دارایی، رئیس کل بانک مرکزی، رئیس کمیسیون‌های صنایع و معادن، انرژی، برنامه و بودجه، در مرکز همایش‌های بین‌المللی صدا و سیما برگزار گردیده‌است. جشنواره ملی قهرمانان صنعت زمینه بازاریابی و تبلیغات را برای شرکت‌های برگزیده فراهم می‌آورد.

## تاریخچه جشنواره
- نخستین دوره جشنواره قهرمانان صنعت در سال ۱۳۸۴ برگزار شد.
- سال دوم کنفدراسیون صنعت کشور به عنوان حامی این جشنواره مطرح و فرایند ارزیابی واحدهای نمونه صنعتی و کارآفرینان توسط این نهاد غیردولتی صورت می‌پذیرفت و مؤسسه هوشمند تدبیر که پایه‌گذار این حرکت بود تنها در زمینه دبیرخانه این جشنواره فعالیت می‌کرد.
- سومین دوره که به نکوداشت " استاد حاج کریم فضلی" بنیانگذار گروه صنعتی گلرنگ پرداخت، نیز در مرکز همایش‌های بین‌المللی صداوسیما برگزار گردید.
- دوره چهارم (سال ۱۳۸۷) نیز به نکوداشت "استاد حاج مرتضی خلیلی" بنیانگذار گروه صنعتی گداختار برگزار و خانه صنعت و معدن ایران نیز به جمع حامیان این حرکت و سعی بر آن گردید این رویداد در عرصه صنعت کشور به روند خود ادامه دهد.
- پنجمین دوره این رخداد در عرصه صنعت کشور به نکوداشت " استاد محمد عصارزاده گان" بنیانگذار گروه صنایع غذایی آرد جرعه در محل همایش‌های بین‌المللی صدا و سیما برگزار گردید و مقامات ارشد دولتی متولی بخش صنعت و کارآفرینی نیز حضور داشتند و جایگاه و نحوه برگزاری این جشنواره را از نزدیک مشاهده نمودند.
- ششمین دوره جشن سالانه صنعت و کار آفرینی کشور (یکم آذر ماه سال ۱۳۸۹)در مرکز همایش‌های بین‌المللی صدا و سیما به نکوداشت " استاد علی اصغر کیهانی" بنیانگذار شرکت ایران فریمکو صنعت نوین بتن در ایران اختصاص یافت. در این دوره نیز همانند دوره‌های گذشته برترین واحدهای پیشرو در اقتصاد ایران و کارآفرینان برتر کشور در بخش صنعت و اقتصاد و همچنین برای نخستین بار نیز مدیران در مسیر تعالی با رویکرد رهبری اثربخش سازمانی، مدیران با رویکرد اخلاق حرفه‌ای در کسب و کار و محصول سال در این جشنواره انتخاب و معرفی شدند. در این مراسم از " محسن خلیلی عراقی " پدر صنعت ایران به عنوان قهرمان قهرمانان صنعت به شکل ویژه تجلیل به عمل آمد.
- هفتمین دوره جشنواره قهرمانان صنعت (۱۲ دی ماه سال ۱۳۹۰) در مرکز همایش‌های بین‌المللی صدا و سیما با نکوداشت " استاد محمد غفاری " از پیشکسوتان صنعت شیرآلات و بنیانگذار شرکت کیز ایران و با حضور وزیر صنعت، معدن و تجارت و مقامات ارشد دولتی برگزار گردید. در این دوره نیز واحدهای پیشرو صنعتی و اقتصادی کشور انتخاب و معرفی شدند؛ مراسم هفتمین جشنواره قهرمانان صنعت و اقتصاد جمهوری اسلامی ایران در حالی پایان یافت که وزیر صنعت، معدن و تجارت همایل قهرمان قهرمانان صنعت را به " شهید حسن تهرانی مقدم" (همسر و فرزندان) اهدا نمود.
- هشتمین دوره جشنواره ملی قهرمانان صنعت ایران (۲۷ آذرماه سال ۱۳۹۱) در مرکز همایش‌های بین‌المللی صدا و سیما به نکوداشت استاد منوچهر سلطانی حسینی از پیشکسوتان صنعت آرایشی و بهداشتی کشور و بنیانگذار شرکت ایران آوندفر اختصاص یافت. در این دوره جشنواره رویکردی نوین تحت عنوان پیشتازان بازار به موضوعات جشنواره اضافه گردید و علاوه بر واحدهای نمونه صنعتی و کارآفرینان از پیشتازان بازار در حوزه‌های مختلف صنعت نیز تجلیل به عمل آمد. این مراسم با حضور مقامات ارشد دولتی از جمله وزیر صنعت، معدن و تجارت، عضو مجمع تشخیص مصلحت نظام، نائب رئیس مجلس و تنی چند از نمایندگان مجلس شورای اسلامی برگزار گردید.

## برگزیدگان
- سال ۸۴: شرکت مهد تابان، تراکتورسازی ایران
- سال ۸۵: صنایع تبدیلی الوند، سوپر پایپ اینترنشنال
- سال ۸۶: آزاد البرز، ایران آوندفر
- سال ۸۷: تولیدی آرد جرعه، تولی پرس
- سال ۸۸: بانک سامان، شرکت پخش پگاه
- سال ۸۹: بانک صادرات، بانک پاسارگاد
- سال ۹۰: شرکت لایف برد پارسه، صنایع گلدایران
- سال ۹۱: بانک تجارت، شرکت لایف برد پارسه
- سال ۹۲: لایف برد پارسه، شرکت نفت پارس
- سال ۹۳: گروه شرکت‌های طرفه نگار
- سال ۹۴: شرکت مروارید پنبه ریز
- سال ۹۵: شرکت دیز کاران جیز کار